# Larry Bunce
Lawrence Melvin "Larry" Bunce (Tacoma, Washington, 29 de julio de 1945) es un exjugador de baloncesto estadounidense que disputó dos temporadas en la ABA. Con 2,13 metros de estatura, jugaba en la posición de pívot.

## Trayectoria deportiva

### Universidad
Tras jugar su año freshman en los Miners de la Universidad de Texas en El Paso, jugó dos años más en el Community College de Riverside, para finalmente ser transferido a los Aggies de la Universidad Estatal de Utah, donde promedió 9,0 puntos y 5,5 rebotes por partido.

### Profesional
Fue elegido en la cuadragésimo tercera posición del Draft de la NBA de 1967 por Seattle SuperSonics, pero no fue incorporado a la plantilla, fichando entonces por los Anaheim Amigos de la ABA. Esa temporada se convirtió en el jugador más alto de toda la liga, promediando 12,1 puntos y 8,3 rebotes por partido, y siendo elegido para disputar el All-Star Game, en el que consiguió 3 puntos en 7 minutos de juego.
Al año siguiente fue traspasado a los Denver Rockets, donde pasó de titular indiscutible a suplente de Bill McGill, jugando 23 partidos, en los que promedió 4,0 puntos y 2,5 rebotes, antes de ser enviado a los Dallas Chaparrals y acabar la temporada en los Houston Mavericks, retirándose al término de la misma.

## Estadísticas de su carrera en la ABA

### Temporada regular
| Temporada | Edad | Equipo            | Liga | P   | TIT | MIN  | TC  | TCA  | %TC  | 3P  | 3PA | %3P  | TL  | TLA | %TL  | R.OF. | R.DEF. | REB | ASIS | ROB | TAP | PER | FP  | PTS  |
| 1967-68   | 22   | Anaheim Amigos    | ABA  | 71  |     | 31.9 | 4.2 | 10.1 | .419 | 0.0 | 0.0 | .000 | 3.6 | 5.0 | .727 |       |        | 8.3 | 1.1  |     |     | 1.9 | 2.7 | 12.1 |
| 1968-69   | 23   | TOTAL             | ABA  | 58  |     | 13.9 | 1.5 | 3.5  | .424 | 0.0 | 0.0 |      | 2.0 | 2.8 | .691 | 1.3   | 2.7    | 4.0 | 0.3  |     |     | 1.0 | 2.2 | 4.9  |
| 1968-69   | 23   | Denver Rockets    | ABA  | 23  |     | 9.8  | 1.0 | 2.6  | .373 | 0.0 | 0.0 |      | 2.1 | 3.0 | .700 | 0.7   | 1.8    | 2.5 | 0.1  |     |     | 0.9 | 1.9 | 4.0  |
| 1968-69   | 23   | Dallas Chaparrals | ABA  | 24  |     | 17.6 | 2.1 | 4.7  | .442 | 0.0 | 0.0 |      | 2.3 | 3.2 | .724 | 1.5   | 3.8    | 5.3 | 0.6  |     |     | 1.3 | 2.6 | 6.5  |
| 1968-69   | 23   | Houston Mavericks | ABA  | 11  |     | 14.2 | 1.3 | 2.8  | .452 | 0.0 | 0.0 |      | 0.9 | 1.7 | .526 | 1.9   | 2.4    | 4.3 | 0.2  |     |     | 0.8 | 2.0 | 3.5  |
| Total     |      |                   | ABA  | 129 |     | 23.8 | 3.0 | 7.1  | .420 | 0.0 | 0.0 | .000 | 2.9 | 4.0 | .716 | 1.3   | 2.7    | 6.4 | 0.7  |     |     | 1.5 | 2.5 | 8.9  |